# Đàm Tiểu Hoàn
Đàm Tiểu Hoàn (tên tiếng Hoa: 譚小環; tiếng Anh: Halina Tam Siu-Wan), hay còn được gọi với tên May (sinh ngày 6 tháng 9 năm 1972) là một người mẫu, ca sĩ và diễn viên. Cô được biết đến với vai diễn trong Truyền Tích Thần Kỳ và Mưu Dũng Kỳ Phùng cùng với bạn diễn Lê Diệu Tường.

## Sự nghiệp
Đàm Tiểu Hoàn là người chiến thắng trong cuộc thi Hoa hậu Hồng Kông năm 1994. Cô tiếp tục đại diện cho Hồng Kông tại cuộc thi Hoa hậu Quốc tế Trung Quốc 1995, và cô đã lọt vào top 5, kết quả này mang đến cho cô một suất tại cuộc thi Hoa hậu Hoàn vũ 1995, nơi mà cô xếp thứ 45. Cô có sự nghiệp ca hát với công ty BMG (Hồng Kông) năm 1997 và làm diễn viên cho đài TVB ở Hồng Kông. Cô cũng là người chủ trì chương trình Leisure and Pleasure từ năm 2008 đến 2010 và đồng chủ trì cho mạng Destiny and Beyond. Cô rời TVB sau 18 năm làm việc cho nhà đài, với lần xuất hiện cuối trên màn ảnh vào năm 2012.

## Đời tư
Đàm Tiểu Hoàn đã kết hôn với bạn trai Thái Cường Vinh vào ngày 11 Tháng 9 năm 2007. Cô mở cửa hàng đồ thủ công đầu tiên của mình vào năm 2013 và tiếp tục với một cửa hàng bán đồ ăn nhanh nhỏ ở Vịnh Đồng La Causeway Bay vào tháng 3 năm 2014.

## Phim ảnh

### Điện ảnh
- Người trong giang hồ 2 (1996)
- Người trong giang hồ 3 (1996)
- Âm Dương Lộ 8 (2000)
- Âm Dương Lộ 9 (2001)
- Âm Dương Lộ 11 (2001)
- Ái Quân Như Mộng (2001)

### Truyền hình
| Năm  | Tên phim                          | Tên phim                           | Tên phim          | Vai diễn            | Ghi chú                                                                         |
| Năm  | Tiếng Việt                        | Tiếng Anh                          | Tiếng Trung       | Vai diễn            | Ghi chú                                                                         |
| ---- | --------------------------------- | ---------------------------------- | ----------------- | ------------------- | ------------------------------------------------------------------------------- |
| 1993 | Cả Nhà Cùng Vui                   | Mind Our Own Business              | 開心華之里        |                     | Khách mời                                                                       |
| 1996 | Đội Quân Chống Buôn Lậu           | Nothing to Declare                 | 緝私群英          |                     |                                                                                 |
| 1996 | Diệt Ma Thiên Sứ                  | Night Journey                      | 殭屍福星          |                     |                                                                                 |
| 2001 | Gia đình vui vẻ                   | Virtues Of Harmony                 | 皆大歡喜          |                     |                                                                                 |
| 2001 | Cảnh Sát Hình Sự                  | Law Enforcers                      | 勇探實錄          | Jackie Wong         |                                                                                 |
| 2002 | Thế Giới Muôn Màu                 | Invisible Journey                  | 彩色世界          | Fanny               |                                                                                 |
| 2003 | Quá khứ và hiện tại               | The King of Yesterday and Tomorrow | 九五至尊          | Tina Wan            |                                                                                 |
| 2003 | Bức màn bí mật II                 | Witness To A Prosecution           | 洗冤錄II          | Nguyễn Ngọc Bảo     |                                                                                 |
| 2003 | Gia đình vui vẻ II (Hiện đại)     | Virtues Of Harmony II              | 皆大歡喜 (時裝版) |                     | Khách mời                                                                       |
| 2003 | Bí Mật Gia Tộc                    | Greed Mask                         | 謎情家族          | Lok Pui-pui         |                                                                                 |
| 2003 | Hồ Sơ Tuyệt Mật                   | The 'W' Files                      | 衞斯理            | Jenny               |                                                                                 |
| 2003 | Se Duyên                          | Better-halves                      | 金牌冰人          |                     |                                                                                 |
| 2003 | Ông Bố Vợ Phong Lưu               | The Driving Power                  | 非常外父          |                     |                                                                                 |
| 2004 | Đội Hành Động Liêm Chính 2004     | ICAC Investigators 2004            | 廉政行動2004      | Yasmin              |                                                                                 |
| 2004 | Sự Thật Của Bóng Tối              | Shades of Truth                    | 水滸無間道        | Janet               |                                                                                 |
| 2005 | Nhân Giả Hoàng Phi Hồng           | Wong Fei Hung – Master of Kung Fu  | 我師傅係黃飛鴻    | Luk Yuet-ho         |                                                                                 |
| 2005 | Giang Hồ Kỳ Án                    | The Gentle Crackdown               | 秀才遇着兵        | Luk Sau-koo         |                                                                                 |
| 2005 | Bàn Tay Nhân Ái III               | Healing Hands III                  | 妙手仁心III       | Phoebe              |                                                                                 |
| 2005 | Phận Nữ Long Đong                 | Women on the Run                   | 窈窕熟女          | Wong Mei-yin        |                                                                                 |
| 2005 | Tiêu Thập Nhất Lang               | Treasure Raiders                   | 蕭十一郎          |                     |                                                                                 |
| 2006 | Vượt lên chính mình               | Trimming Success                   | 飛短留長父子兵    | Lam Wai-ji          | Đề cử – Giải thưởng thường niên TVB cho Nữ diễn viên phụ xuất sắc nhất (Top 20) |
| 2006 | Loạn Thế Giai Nhân                | War and Destiny                    | 亂世佳人          | Luk Yin-chun        |                                                                                 |
| 2006 | Phụng hoàng lâu                   | Maiden's Vow                       | 鳳凰四重奏        | Bà Mộc Thôn         |                                                                                 |
| 2006 | Ngôi Nhà Mật Ngọt                 | At Home With Love                  | 樓住有情人        | Joey Chow           |                                                                                 |
| 2006 | Hạt ngọc phương Đông              | Glittering Days                    | 東方之珠          | Phi Phi             | Đề cử – Giải thưởng thường niên TVB cho Nữ diễn viên phụ xuất sắc nhất (Top 10) |
| 2007 | Nỗi Lòng Của Cha                  | Fathers and Sons                   | 爸爸閉翳          | Ching Yeuk-szi      |                                                                                 |
| 2008 | Kim Thạch Lương Duyên             | A Journey Called Life              | 金石良緣          | Tin Na              |                                                                                 |
| 2008 | Truyền Tích Thần Kỳ               | Legend of the Demigods             | 搜神傳            | Mo Kik Tin Chuen    |                                                                                 |
| 2008 | Thiếu Niên Tứ Đại Danh Bổ         | The Four                           | 少年四大名捕      | Piao Xue            |                                                                                 |
| 2009 | Muối Mặn Thâm Thù                 | Sweetness in the Salt              | 碧血鹽梟          | Wu Ting-bik         |                                                                                 |
| 2009 | Cao Thủ Bida                      | The King of Snooker                | 桌球天王          | Mary                |                                                                                 |
| 2009 | Đội hành động liêm chính năm 2009 | ICAC Investigators 2009            | 廉政行動2009      | Rainy Lam           |                                                                                 |
| 2010 | Độc Tâm Thần Thám                 | Every Move You Make                | 讀心神探          | Daisy Liu           | Khách mời                                                                       |
| 2011 | Bằng chứng thép III               | Forensics Heroes III               | 法證先鋒III       | Bonnie Diêu Lệ Băng | Khách mời                                                                       |

## Âm nhạc

### Album
- 自主 (1997)
- 被爱 (1997)
- 最差 情人 (1998)